# Спутник 19
Спутник 19 (също Венера 2МV-1 № 1, Спутник 11, Спутник 23) е първият съветски опит за изстрелване на сонда към Венера, която да се превърне в първия кацнал на планетата апарат на 25 август 1962 г. Поради проблем с последната степен на ракетата-носител сондата остава на ниска орбита като изкуствен спътник.

## Полет
Стартът е успешно осъществен на 25 август 1962 г. от космодрума Байконур в Казахска ССР с ракета-носител „Молния“. Първите три степени работят нормално и апарата е изведен до разчетната орбита.
Четвъртата степен е трябвало да се задейства след около една обиколка на Земята и да насочи сондата към Венера. Това се случва, но поради повреда двигателят работи само 45 секунди след което отказва. В резултат на това апарата остава в орбита с перигей 174 км и апогей 248 км. След 3 дни полет около Земята (на 28 август), корабът изгаря в плътните слоеве на земната атмосфера над Сибир.